# Beta-secretasa
La β-secretasa (conocida anteriormente como Memapsina 2) o BACE 1, es una enzima ácido aspartico endopeptidasa transmembrana.

## Acción
La β-secretasa escinde (en un primer paso) la porción Glu-Val-Asn-Leu- | -Asp-Ala-Glu-Fen en la proteína precursora amiloide. proteína β-amiloide (Aβ) de la enfermedad de Alzheimer. La segunda escisión enzimática, que escinde dentro del fragmento C-99 y genera los extremos carboxilo de Aβ, está mediada por la enzima γ-secretasa multisubunidad.

## Expresión
Se conoce que el gen de la β-secretasa se expresa en varios tejidos y no solamente en el cerebro, entre los que se encuentran 
- páncreas,
- riñón,
- útero y
- glándulas adrenales, entre otros.[4]

## Importancia biomédica
Hoy se sabe que la acumulación de la proteína β-amiloide (Aβ) en el parénquima cerebral provoca cambios neuronales secundarios que son la causa de la muerte neuronal y es el evento central en la fisiopatología de la enfermedad de Alzheimer. Aβ es un factor preponderante en la causalidad de la enfermedad y su capacidad para autoasociarse y formar conjuntos oligoméricos parece subyacer a los primeros eventos tóxicos que conducen a deterioro de la memoria y posterior neurodegeneración.

## Hipótesis de la cascada amiloide

Localización del gen.

Dado que la β-secretasa es la enzima clave que inicia la formación de Aβ, existe un razonamiento para verla como un objetivo farmacológico atractivo para tratar la EA. Al inhibir su acción, se elimina el primer paso en la formación de Aβ, (proceso se conoce como la hipótesis de la cascada amiloide). Sin embargo, un nuevo modelo pretende demostrar que existe una red bioquímica que implica varias enzima más, y que la estructura de esta red complica la predicción del efecto de los inhibidores de las diversas enzimas (como los que inhiben la acción de la β-secretasa) sobre la exposición a las diversas especies de Aβ. Esto puede explicar las diferentes observaciones en algunos de los primeros ensayos clínicos con los agentes neuroprotectores inhibidores de enzimas. Por esta razón, se siguen buscando modelos alternativos para encontrar la manera más eficiente de tratar farmacológicamente el Alzheimer por medio de simulaciones computarizadas de acoplamiento molecular.

## Terapia farmacológica contra la acción de la β-secretasa

### Inhibidores
Varios agentes neuroprotectores destinados a inhibir a la β-secretasa están siendo estudiados actualmente.
- Verubecestat (MK-8931).
- Lanabecestat
- PF-05297909
- TAK-070
- VTP-37948
- HPP845
- CNP520.[actualizar]
- NIC5-15 (pinitol)[12] es una molécula única, pequeña y de origen natural. Los estudios en animales y algunos ensayos en humanos han demostrado que NIC5-15 es seguro y un potente sensibilizador a la insulina en dosis equivalentes a 800-2000 mg por día. En estudios preclínicos en dosis más altas que las previamente estudiadas en ensayos clínicos, se encontró que NIC5-15 interfiere con la acumulación de Aβ. Estos datos sugieren que NIC5-15 puede ser un agente terapéutico razonable para el tratamiento de la enfermedad de Alzheimer por dos razones: Es un inhibidor de la β-secretasa y es potencialmente un sensibilizador a la insulina.[13]

### Moduladores
- CHF5074. Un fármaco derivado antiinflamatorio no esteroideo que no inhibe la enzima ciclooxigenasa, pero que in vitro actúa como un modulador de la β-secretasa.[12]

### Anticuerpos monoclonales
- Solanezumab, un anticuerpo monoclonal humanizado que mostró actividad en el aclaramiento del Aβ en el cerebro. Desafortunadamente,  se demostró en ensayos clínicos de fase III que el compuesto es ineficaz en pacientes con EA leve.[12]